# 吴克烈
吴克烈（朝鲜语：／，1930年1月7日—2023年2月9日）朝鲜劳动党中央政治局候补委员、朝鲜民主主义人民共和国最高人民会议议员、退役空軍飛行員、大将军衔。2023年2月9日9时，因急性心功能不全逝世，享年93岁。

## 生平
吴克烈出生于中国吉林省，父亲是吴仲善，叔父是金日成的战友吴仲洽。少年时期吴克烈是金正日的玩伴，与金正日和前外交相许錟結拜為義兄弟。毕业于万景台革命学院和蘇聯空軍大學。1964年11月任金策空軍大学学部長，升少将。1967年10月任空军司令员，晋升中将。同年11月当選第4届最高人民会议代議員。1969年任人民军总参谋部作战局局长。
1970年11月、当選中央委員会委員。1972年12月、当選第5届最高人民会議代議員。1977年10月、就任朝鲜人民军副参謀長。同年11月、当選第6届最高人民会議代議員。1979年9月、当选劳动党中央政治局候补委员。同年9月任人民军总参谋长。1980年9月晋升为上将。同年10月10日在第6届全党代表大会上入选为中央政治局委员1985年4月13日，劳动党中央人民委員会授与他人民軍大将称号。
1988年2月，卸任总参謀長。金日成考虑到吴克烈的地位和权利太高造成对金正日的威胁，将其解任。同年9月，就任劳动党民間防衛部部長。1989年担任劳动党作战部长一职，主要负责对韓國输出间谍执行军事侦察和破坏、暗杀任务，1996年江陵潜艇渗透事件正是由劳动党作战部一手策划的作战行动，暗杀金正日前妻成惠琳（已故）的外甥李韩永事件也是由劳动党作战部负责实施的。
2009年2月20日，据朝鲜中央通讯社报导，吴克烈获任命为国防委员会副委员长。2011年12月金正日死后金正恩体制形成，2012年4月13日，吴克烈在朝鲜劳动党第四次代表会议上重新当选中央政治局候补委员。2013年12月张成泽被处决后，朝鮮消息通人士說：“吳克烈正在接管張成澤所管理的國防委員會財政和利權事業。張成澤為開發新義州等成立的‘平建投資開發集團’和‘龍岳山指導總局’等賺外匯機構，已經落入了吳克烈的手中。”分析認為，吳克烈的重新崛起意味著金正恩現在迫切需要抗日游擊隊元老集團和軍方的忠誠。
2023年2月9日9时，因急性心脏机能障碍逝世，享年93岁。

## 勋章
- 1982年，金日成勋章
- 1992年，金日成勋章